# Цилиндар (шешир)
Цилиндар (енг. top hat) је врста шешира. Име је добио због свог цилиндричног облика. Висок је, равног врха и широког обода. Највише је ношен од краја 18. века до средине 20. века.
Цилиндар се некада повезује са вишом класом, и тако постаје мета за сатиричаре и друштвене критичаре. Конкретно, био је кориштен као симбол капитализма, дуго пошто су престали да га носе они који су били исмевани. 
Цилиндар се данас такође повезује са мађионичарским триковима.

## Историја
Само порекло цилиндра је нејасно. Господа су почела да га носе крајем 18. века. Једна слика Карла Вернеа из 1796. приказује мушкарца са овим типом шешира. Прво свилени цилиндар у Енглеској се приписује шеширџији из Мидлсекса, Џорџу Данеју, 1793. године. У току наредних 20 година цилиндар је постао популаран у свим друштвеним класама. У то време припадници више класе су углавном носили цилиндре направљене од дабровог крзна. Цилиндри су постали део униформи које су носили плицајци и поштари.
Током 19. века цилиндар се развио из моде у симбол високог положаја. 
До краја Другог светског рата цилиндар је постао реткост, мада се и даље носио у формалним приликама.
Цилиндар се задржао у политици и интернационалној дипломатији доста дуго, чак до 1961. године.